# Allium kastambulense
Allium kastambulense — вид рослин з родини амарилісових (Amaryllidaceae); ендемік Туреччини.

## Поширення
Ендемік північної Туреччини (Кастамону). Населяє кам'янисті схили, вапняні скелі, тераси, піщані та глинисті місця.